# Harlanden (Oberdolling)
Harlanden ist ein Ortsteil der Gemeinde Oberdolling im oberbayerischen Landkreis Eichstätt.

## Geschichte
Der Weiler geht auf eine erste Siedlungsperiode der Grafen von Scheyern bzw. der nahen Klöster zurück. 891 schenkte hier der ostfränkische König Arnulf von Kärnten dem Megingoz, einem Vasallen des Bischofs Erchanbald von Eichstätt, Besitz. Ein ortsadeliger Altmann de Harlant ist 1097 erwähnt; bis 1700 hält sich im Weiler der Hofname „Schloßhof“ (die Burg ist verschwunden, der Rest des Burgstalls Harlanden befindet sich nahe der Kirche). 1204 erhielt das Kloster Scheyern den Besitz der ausgestorbenen Grafen von Vohburg und ab 1326 die Pfründen von „Harlanta“, wo sie bis zur Säkularisation 1803 verblieben. 1450 erfolgte eine Aufteilung der Ortsflur auf zwei Höfe.
In alter Zeit gehörte der als vermögend geltende Weiler zur Pfarrei Vohburg; die Patronatsrechte lagen beim Abt von Scheyern. 1621 wurde Harlanden nach Mindelstetten eingepfarrt und 1880 von Mindelstetten an Oberdolling ausgepfarrt. Die Dorfkirche St. Michael wurde 1678 errichtet.
1983 bestand der Weiler mit 22 Einwohnern aus drei landwirtschaftlichen Vollerwerbsbetrieben.

## Persönlichkeiten
- Karl Euringer, 1815 zum Priester geweiht.
- Josef Haag, 1831 zum Priester geweiht.